# 馬赫姆別特·奧特米蘇里

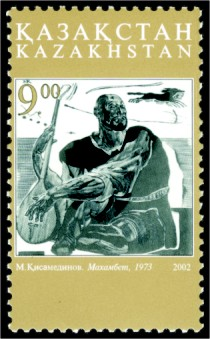
2002年哈萨克斯坦纪念馬赫姆別特的邮票

馬赫姆別特·奧特米蘇里（1804年—1846年10月20日），小玉茲哈薩克族出身的詩人和反俄政治活動家。
他早年曾在奧倫堡的俄羅斯學校讀書，但他的詩多是關於哈薩克人文化傳統，和批評俄羅斯帝国和俄罗斯族。
他在1846年被謀殺。